# José Luis D'Andrea Mohr
José Luis D’Andrea Mohr (1939 - Buenos Aires, 23 de febrero de 2001) fue un militar argentino, capitán del ejército de ése país, que participó activamente en la reconstrucción de los crímenes durante el autodenominado Proceso de Reorganización Nacional.

## Biografía
Según su propio testimonio, cuando termina el Colegio Militar, donde mantuvo un espíritu rebelde, hace un curso de instructor paracaidista, se recibe y lo mandan a un batallón de ingenieros en San Nicolás. Estando ahí, en septiembre del '62, se produce el primer conflicto entre azules y colorados y se niega a combatir entre tropas argentinas. Entonces no es sancionado pero sí dos años después, cuando vuelve a negarse.
Más adelante estuvo en la Base Belgrano, la más austral de la Antártida, sobre la barrera de hielo Filchner-Ronne. Dados sus conocimientos astronómicos, fue enviado al Batallón de Ingenieros Topográficos, más tarde a Bariloche y luego a la Compañía Policía Militar 101, en la época del regreso de Juan Domingo Perón al país.
D’Andrea Mohr pidió el pase a retiro en 1976 tras negarse a reprimir una manifestación. Volvió a las filas en 1978, cuando la inminencia de un conflicto con Chile le hizo dejar a un lado su crítica a los procedimientos militares de esos años. Dejó de nuevo el Ejército con la desmovilización.
Ya en la democracia cobró fuerza su figura con la fundación del Centro de Militares para la Democracia Argentina (Cemida), junto con otros militares como Horacio Ballester. Y en los tribunales colaboró con mucha información, donde mostró años de investigación sobre desaparición de personas y ayudó en importantes causas contra los principales jerarcas del Proceso de Reorganización Nacional, en especial en la de robo de bebés.
Retó a duelo al exjefe del Ejército Cristino Nicolaides y sus documentos y palabras molestaron a los superiores, al punto de ser destituido, el 8 de octubre de 1987, por «irrespetuosidad reiterada». Ni Raúl Alfonsín ni Carlos Menem hicieron firme esa sentencia, por lo que nunca fue efectiva.
Escribió dos libros sobre desaparecidos: y Memoria de vida y también El escuadrón perdido, libro sobre como 129 soldados fueron secuestrados y desaparecidos mientras prestaban servicio militar durante la última dictadura militar en Argentina. Uno de ellos fue el caso de José Carlos Prat, quien cumplía con el servicio militar obligatorio en el Batallón de Arsenales 121, al igual que Hugo Alberto Parente, quien también permanece desaparecido.